# Werner Kuhn (Politiker, 1955)
Werner Kuhn (* 19. Mai 1955 im Ostseebad Zingst) ist ein deutscher Politiker (CDU). Von 2009 bis 2019 war er Mitglied des Europäischen Parlaments. Nach Recherchen der Frankfurter Allgemeine Sonntagszeitung engagiert er sich in einem „russischen Einflussnetz in Deutschland“.

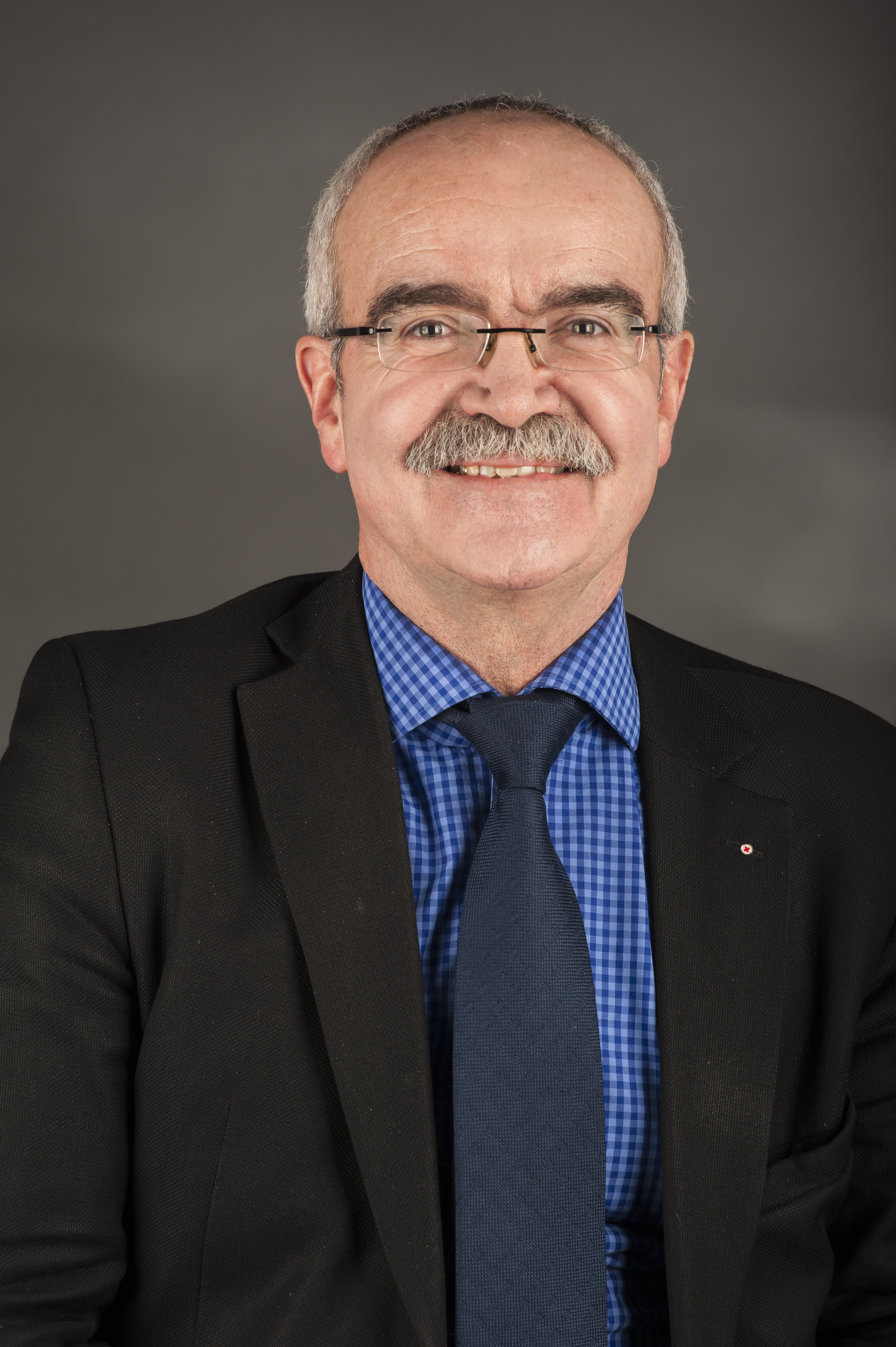
Werner Kuhn

## Leben
Kuhn absolvierte nach dem Besuch der Polytechnische Oberschule Zingst (1961–1969) und der Erweiterten Oberschule Barth 1973 das Abitur und leistete den Grundwehrdienst. 1975 begann er ein Studium an der Universität Rostock, das er 1979 als Dipl.-Ing. für Schiffstechnik abschloss. Ab 1979 war er als Ingenieur in der Schiffbau- und Reparaturwerft Barth beschäftigt. Kuhn ist römisch-katholisch, verwitwet und Vater von drei erwachsenen Kindern.

## Politik
Von 1990 bis 1992 war Werner Kuhn erster frei gewählter Bürgermeister im Ostseebad Zingst, danach bis 1994 Landrat des Landkreises Ribnitz-Damgarten. Anschließend war er vom 10. November 1994 bis 26. Oktober 1998 Mitglied des Deutschen Bundestages als Direktkandidat des Wahlkreises Rostock-Land – Ribnitz-Damgarten – Teterow – Malchin und erneut vom 15. August 2001, als er für Paul Krüger nachrückte, bis zur Bundestagswahl 2005. Dazwischen übte er eine Tätigkeit im Vertrieb der MGT Maschinen- und Gerätebau GmbH, Teterow, in der Diehl-Gruppe aus. Nach einer Zwischenzeit als selbstständiger Unternehmer wurde er am 17. September 2006 für den Wahlkreis 23 Nordvorpommern I in den Landtag von Mecklenburg-Vorpommern gewählt. Das Landtagsmandat legte er nach seiner Wahl in das Europäische Parlament am 7. Juni 2009 nieder, für ihn rückte Torsten Renz in den Landtag nach.
Von 2009 bis 2019 gehörte Kuhn dem Europäischen Parlament an; er war einziger Abgeordneter aus Mecklenburg-Vorpommern in der EVP-ED-Fraktion. Er engagierte sich vor allem im Ausschuss für Verkehr und Fremdenverkehr und im Fischereiausschuss, wo er als Fischerei-Experte Vorsitzender war.

## Außerparlamentarische Tätigkeiten
Kuhn gehörte von 2021 bis 2024 dem Vorstand der Stiftung des Landes Mecklenburg-Vorpommern für Klimaschutz und Bewahrung der Natur – Stiftung Klima- und Umweltschutz MV, laut den eigenen Statuten dient sie „Nebenzweck, zu den Arbeiten an der Pipeline Nord Stream 2“ beizutragen. Die Stiftung wird von Kritikern als Teil eines „russischen Einflussnetzes in Deutschland“  bezeichnet. Nach dem Angriff Russlands auf die Ukraine forderten Landesregierung und Landtag die Auflösung der Stiftung, gegen die sich der Vorstandsvorsitzende, der frühere Ministerpräsident Erwin Sellering, wehrte. Ein im Mai 2022 mit der Landesregierung vereinbarter Rücktritt des Vorstands kam nicht zustande, da sich der Vorstand umentschied: „Man werde den Weg auf keinen Fall für einen Notvorstand frei machen, den die Landesregierung lediglich unter der Prämisse einsetzen würde, um die Stiftung dann aufzulösen.“ Nach langem Hin und Her trat Sellering am 24. Mai 2024 zurück; am 16. Dezember 2024 traten auch die Vorstände Katja Enderlein und Werner Kuhn zurück, deren Amtszeit regulär Anfang Januar 2025 geendet hätte. Grund sei, so Kuhn, „ein Krankheitsfall in der Familie Enderlein“.
Kuhn ist Beisitzer des CDU-Landesvorstandes Mecklenburg-Vorpommerns und ehrenamtlicher Präsident des Landesverbandes Mecklenburg-Vorpommern des Deutschen Roten Kreuzes. Weiterhin ist er Vizepräsident des Förderkreises der Wirtschaft in Mittel- und Ostdeutschland e.V. und Mitglied des Förderkreises Deutsches Heer. Seit 1995 ist Kuhn Mitglied der KDStV Staufia Bonn im Cartellverband der katholischen deutschen Studentenverbindungen (CV).